# Stacy Edwards
Stacy Edwards (Glasgow, 4 marzo 1965) è un'attrice statunitense.
Figlia di un ufficiale militare, è sposata dal 1996 con l'attore Eddie Bowz.

## Premi
- Nel 1988 ha avuto una nomination per un Soap Opera Digest Award per l'interpretazione in Santa Barbara
- Nel 1998 ha avuto una nomination per uno Screen Actors Guild Awards per l'interpretazione in Chicago Hope
- Nel 1998 ha avuto una nomination per un Independent Spirit Award per l'interpretazione in Nella società degli uomini
- Nel 2001 ha avuto una nomination per un Video Premiere Award per l'interpretazione in Il ritorno di Prancer la renna di Babbo Natale.

## Filmografia parziale

### Cinema
- Pranzo alle otto (Dinner at Eight), regia di Ron Lagomarsino (1989)
- I figli del fuoco (Spontaneous Combustion), regia di Tobe Hopper (1990)
- Un nuovo caso per l'ispettore Sam Dietz (Relentless 3), regia di James Lemmo (1993)
- Nella società degli uomini (In the Company of Men), regia di Neil LaBute (1997)
- I colori della vittoria (Primary Colours), regia di Mike Nichols (1998)
- Lo scapolo d'oro (The Bachelor), regia di Gary Sinyor (1999)
- Sai che c'è di nuovo? (The Next Best Thing), regia di John Schlesinger (2000)
- Prancer - Una renna per amico (Prancer Returns), regia di Joshua Butler (2001)
- Driven, regia di Renny Harlin (2001)
- Joshua, regia di Jon Purdy (2002)
- Suxbad - Tre menti sopra il pelo (Superbad), regia di Greg Mottola (2008)
- Bling Ring (The Bling Ring), regia di Sofia Coppola (2013)

### Televisione
- Due come noi (Jake and the Fatman) – serie TV, 1 episodio (1988)
- In viaggio nel tempo (Quantum Leap) – serie TV, 1 episodio (1989)
- L.A. Law - Avvocati a Los Angeles (L.A. Law) – serie TV, 2 episodi (1989-1992)
- La signora in giallo (Murder, She Wrote) – serie TV, episodi 6x18-11x16 (1990-1995)
- Matlock – serie TV, 1 episodio (1995)
- Pacific Blue – serie TV, 2 episodi (1996)
- Due poliziotti a Palm Beach (Silk Staltings) – serie TV, 1 episodio (1997)
- Chicago Hope – serie TV, 44 episodi (1997-1999)
- Senza traccia (Without a Trace) – serie TV, 1 episodio (2002)
- CSI - Scena del crimine (CSI: Crime Scene Investigation) – serie TV, 1 episodio (2003)
- Cold Case - Delitti irrisolti (Cold Case) – serie TV, 1 episodio (2004)
- NCIS - Unità anticrimine (NCIS) – serie TV, episodio 2x08 (2004)
- Dr. House - Medical Division (House, M.D.) – serie TV, 1 episodio (2004)
- Boston Legal – serie TV, 1 episodio (2005)
- Standoff – serie TV, 1 episodio (2006)
- Lie to Me – serie TV, 1 episodio (2009)
- The Mentalist – serie TV, 1 episodio (2010)
- The Lying Game – serie TV, 5 episodi (2011-2012)
- Grey's Anatomy – serie TV, episodio 8x20 (2012)
- Castle – serie TV, episodio 5x24 (2013)

## Doppiatrici italiane
Nelle versioni in italiano delle opere in cui ha recitato, Stacy Edwards è stata doppiata da:
- Laura Boccanera ne La signora in giallo (ep. 6x17)[1], Cold Case - Delitti irrisolti[2]
- Alessandra Korompay in CSI - Scena del crimine[3], The Unit[4]
- Beatrice Margiotti ne La signora in giallo (ep. 11x16)[1]
- Giuppy Izzo in Chicago Hospital[5]
- Anna Rita Pasanisi in Nella società degli uomini
- Paola Della Pasqua in Prancer - Una renna per amico[6]
- Emanuela Rossi in Driven[7]
- Roberta Greganti in NCIS - Unità anticrimine[8]
- Aurora Cancian in CSI: NY (ep. 1x13)[9]
- Elena Morara in Suxbad - Tre menti sopra il pelo[10]
- Alessandra Cassioli in Criminal Minds[11]
- Chiara Salerno in Private Practice[12]
- Roberta Pellini in The Mentalist[13]
- Antonella Rinaldi in Castle[14]
- Francesca Fiorentini ne Le regole del delitto perfetto[15]